# Alexz Johnson
Alexzandra Spencer Johnson (ur. 4 listopada 1986 w New Westminster w prowincji Kolumbia Brytyjska) – kanadyjska aktorka i piosenkarka, znana z ról w serialach telewizyjnych: To niesamowite, za który nominowano ją do nagrody Young Artist Award, Gwiazda od zaraz; w Polsce serial został wyemitowany przez kanał ZigZap (za rolę w tym serialu była nominowana do nagrody Gemini Award), oraz z filmowych horrorów: Devil’s Diary i Oszukać przeznaczenie 3.
Jest szóstym z dziesięciorga dzieci. Obecnie mieszka w Vancouver, wraz z rodziną. Jej najbardziej znane utwory to „24 Hours”, „Your Eyes”, „Liar Liar” i „Where Does it Hurt”. Johnson tworzy piosenki, pisze teksty i gra na gitarze. Jednak, przynajmniej w roli Jude Harrison (Gwiazda od zaraz), spora część jej dotychczasowego repertuaru pochodzi spod pióra rzeszy specjalnie zatrudnionych w tym celu specjalistów, profesjonalnych autorów piosenek i tekstów. Np. piosenka Perfect została skomponowana i napisana przez inną nową kanadyjską piosenkarkę, autorkę piosenek i tekstów, Lights (Valerie Poxleitner).
Pierwszy raz popisała się swoimi możliwościami wokalnymi w wieku trzech lat, prezentując przed liczną rodziną swój repertuar. Zapisana została na lekcje śpiewu w wieku sześciu lat. Uczęszcza na lekcje klasycznego śpiewu z Josephem Shorem.
Została wypromowana przez stację Disney Channel, która przydzieliła jej główną rolę w trzecim sezonie serialu To niesamowite.
Pierwszym singlem z solowej płyty Alexz zatytułowanej Voodoo jest Trip Around The World, do którego Alexz nagrała teledysk w połowie stycznia 2010. Premiera singla odbyła się 2 lutego 2010, a albumu 30 marca.

## Filmografia
- 2009: Stranger With My Face jako Laurie i Lia (bliźniaczki)
- 2008: Smallville jako Saturn Girl
- 2008: Land of Canaan
- 2007: Devil’s Diary jako Dominique
- 2006: Oszukać przeznaczenie 3 (ang. Final Destination 3) jako Erin Ulmer
- 2005: Niewinność na sprzedaż (ang. Selling Innocence) jako Angel
- 2005: Falcon Beach jako dziewczyna na plaży
- 2005: Marihuanowe szaleństwo (ang. Reefer Madness: The Movie Musical)
- 2004-2008: Gwiazda od zaraz (ang. Instant Star) jako Jude Harrison
- 2004: Wydział do spraw specjalnych (ang. Cold Squad) jako Deirdre Spence/Tricia Spence
- 2004: Cyrograf (ang. The Collector) jako Isabelle Van Sant
- 2004: The Chris Isaak Show jako Jennifer
- 2004: Scooby-Doo 2: Potwory na gigancie (ang. Scooby Doo 2: Monsters Unleashed) jako fanka Freda
- 1999-2001: To niesamowite (ang. So Weird) jako Annie Thelen

## Dyskografia

### Albumy studyjne
- Voodoo (30 marca 2010)
- Let 'Em Eat Cake (2014)
- A Stranger Time (2017)
- Still Alive (2020)
- Seasons (2023)
- Salvage (2025)

### EP
- Skipping Stone (2012)
- Heart (2014)
- Songs From Blue Season 3 (2014)
- Johnson & McAuley (as part of Johnson & McAuley) (2016)
- The Dishwasher (Original Short Film Soundtrack) (2016)

### Remix album
- Reloaded (2011)

### Albumy "live"
- Live from the Skipping Stone Tour (2012)
- Live from A Stranger Time (2018)
- Live in Bristol (2022) [dostępny na Patreon]
- Seasons Live from Los Angeles (2024) [dostępny na Patreon]

### Demo
- The Basement Recordings (2011)
- The Basement Recordings II (2012)
- The Basement Recordings III (2013)

### Ścieżki dźwiękowe
- Songs from Instant Star (2005)
- Songs from Instant Star Two (2006)
- Songs from Instant Star 3 (2007)
- Songs from Instant Star 4 (2008)
- Instant Star: Greatest Hits (2009)

## Nagrody i nominacje
- nominacja Young Artist Awards za rolę w serialu So weird,
- nagroda Gemini Awards za najlepszą rolę dziecięcą w serialu Gwiazda od zaraz za odcinek Wbrew prawu.
- nominacja Leo Awards za najlepszą rolę w filmie fabularnym „The Devil’s Diary”.
- nagroda Gemini Awards za najlepszy występ w serialu lub programie młodzieżowym za odcinek Let it be z serialu Gwiazda od zaraz.